# Mušalež
 Mušalež   (olaszul: Musalezzo/Monselice) ) falu Horvátországban Isztria megyében. Közigazgatásilag Porečhez tartozik.

## Fekvése
Az Isztriai-félsziget nyugati részén, Poreč központjától 5 km-re délkeletre, a  302-es számú Poreč–Baderna főúttól 1 km-re délre egy csúcsos magaslaton fekszik.

## Története
Területe már a korai bronzkorban lakott volt, ezt igazolják Picugi és St. Angelo illír várai, ahol számos bronzkori lelet került elő. A római korban Parentium városához tartozott. Mušalež falut 1612-ben alapították az albániai Szkutariból érkezett telepesek, akiket a velencei hatóságok a török által veszélyeztetett, akkor még velencei fennhatóság alatt állt területekről telepítettek át a korábban háborúktól és járványoktól megtizedelt isztriai vidékekre. 1623-ban újabb telepesek érkeztek a montenegrói Ulcinjból is. A korabeli dokumentumok szerint a telepesek vezetője Simon Ćurko volt, aki a későbbi betelepítéseket is irányította. Az újonnan érkezettek megművelték a környező földeket, mely a település terjeszkedéséhez vezetett. Megváltozott a mezőgazdaság szerkezete is, mivel ezt követően az állattartás egyenrangúvá vált a földműveléssel. A helyi közösség vezetését a zsupán látta el. A lakosság további gyarapodása a következő évtizedekben is folytatódott. Később újabb jelentős betelepülési hullám érkezett Dalmácia, Montenegró, Bosznia, Albánia, Friuli, Treviso és a görög Kréta területeiről.
A falunak 1857-ben 100, 1910-ben 283 lakosa volt. Az első világháború után a rapallói szerződés értelmében Isztria az Olasz Királysághoz került. 1943-ban az olasz kapitulációt követően német megszállás alá került, mely 1945-ig tartott. A második világháború után a párizsi békeszerződés értelmében Jugoszlávia része lett. Jugoszlávia felbomlása után 1991-ben a független Horvátország része lett. 2011-ben 368 lakosa volt. Lakói a közeli Porečen dolgoznak, valamint mezőgazdasággal, turizmussal, vendéglátással foglalkoznak.

## Nevezetességei
Szent Balázs tiszteletére szentelt templomát egy korábbi templom helyén építették a 17. században. 1970-ben és 1983-ban renoválták. Egyhajós, négyszög alaprajzú épület, homlokzata felett alacsony nyitott harangtoronnyal, benne egy haranggal.

## Lakosság
| Lakosság változása | Lakosság változása | Lakosság változása | Lakosság változása | Lakosság változása | Lakosság változása | Lakosság változása | Lakosság változása | Lakosság változása | Lakosság változása | Lakosság változása | Lakosság változása | Lakosság változása | Lakosság változása | Lakosság változása | Lakosság változása |
| ------------------ | ------------------ | ------------------ | ------------------ | ------------------ | ------------------ | ------------------ | ------------------ | ------------------ | ------------------ | ------------------ | ------------------ | ------------------ | ------------------ | ------------------ | ------------------ |
| 1857               | 1869               | 1880               | 1890               | 1900               | 1910               | 1921               | 1931               | 1948               | 1953               | 1961               | 1971               | 1981               | 1991               | 2001               | 2011               |
| 100                | 110                | 150                | 163                | 207                | 283                | 398                | 400                | 213                | 164                | 127                | 102                | 113                | 202                | 222                | 368                |